# 77
| 77                 |
| ------------------ |
| Dødsfald - Fødsler |
|                    |

| Gregoriansk kalender | 77 LXXVII               |
| Ab urbe condita      | 830                     |
| Armensk kalender     | I/T                     |
| Kinesiske kalender   | 2773 – 2774 丙子 – 丁丑 |
| Etiopisk kalender    | 69 – 70                 |
| Jødisk kalender      | 3837 – 3838             |
| Hindukalendere       |                         |
| - Vikram Samvat      | 132 – 133               |
| - Shaka Samvat       | -1 – 0                  |
| - Kali Yuga          | 3178 – 3179             |
| Iransk kalender      | 545 BP – 544 BP         |
| Islamisk kalender    | 562 BH – 561 BH         |

Se også 77 (tal)